# Abdón Cifuentes
Abdón de las Mercedes Cifuentes Espinoza (San Felipe, 16 de mayo de 1836 – Santiago, 14 de abril de 1928) fue un político chileno del Partido Conservador, una de las figuras católicas más importantes de ese país en el siglo XIX y el principal precursor del voto femenino en Chile.

## Biografía
Hijo de José María Cifuentes Olivares y de Paula Espinosa Pinto. Estudió en el Liceo de Hombres de San Felipe y posteriormente en el Instituto Nacional y cursó leyes en la Universidad de Chile, donde se tituló de abogado en 1861.
En 1864, se casó con Luz Gómez Ortiz (1849-1918), con quien tuvo trece hijos.

### Vida pública
Como docente, fue profesor en el Colegio San Luis y en el Instituto Nacional. En 1882, se le nombró miembro de la facultad de filosofía y letras de la Universidad de Chile y, desde 1889, docente de derecho constitucional en la Universidad Católica.
Debido a la necesidad de los grupos católicos de combatir a los liberales en la prensa, fundó junto con Zorobabel Rodríguez el diario El Independiente, actuando desde entonces como periodista en diversos periódicos de Chile.
Contribuyó a la formación de la Sociedad de Amigos del País en 1867 y de la Unión Católica de Chile en 1883.
Fue elegido diputado por Rancagua en 1867, siendo reelecto en cinco periodos. Fue senador por Llanquihue en 1892, por Aconcagua en 1894 y por Santiago en 1904.
En 1871, fue ministro de Instrucción Pública del presidente Federico Errázuriz Zañartu, por lo que intentó pedir la supresión de los exámenes anuales, proponiendo que los colegios del Estado dejaran de administrar los exámenes de los colegios particulares, mayoritariamente católicos, y que tales pruebas se realizaran en los mismos colegios. El decreto se firmó el 15 de enero de 1872 y produjo una denodada resistencia de parte de los profesores laicos.

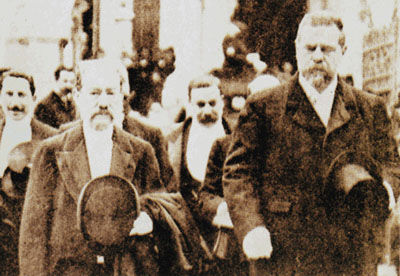
Abdón Cifuentes junto al presidente Germán Riesco hacia el Congreso (1906).

El 30 de enero de 1872, firmó otro decreto que concibió el derecho a los alumnos para estudiar ramos sueltos de leyes. Esta actitud molestó de sobremanera al rector del Instituto Nacional, Diego Barros Arana, al que Cifuentes quiso sacar de la rectoría, logrando solo quitarle parte de sus facultades.
Los alumnos del Instituto realizaron graves desórdenes, el rector renunció y los profesores estaban agitados. El ministro clausuró el Instituto momentáneamente y trató de restablecer la normalidad, siendo interpelado en el Congreso en 1873 por Guillermo Antonio Matta, lo que propició que presentara su renuncia al cargo. En consecuencia, el gabinete se quedó sin representantes del Partido Conservador, poniendo fin a la Fusión Liberal-Conservadora surgida pocos años antes a partir de la cuestión del sacristán.
Participó en la redacción del acta de deposición de Balmaceda en 1891, aunque no la juró por no ser congresal en la época, por lo que fue él quien les tomó el juramento a los firmantes.
En 1919 fue nombrado caballero gran cruz de la Orden de San Gregorio Magno por la Santa Sede.

## Voto femenino
El 16 de agosto de 1865 emitió su primer discurso en favor del voto femenino en el congreso Nacional:
“si las sociedades están constituidas principalmente para protejer la razón i la justicia de los que pueden ménos, contra los que pueden mas, ¿para quién puede ser materia dudosa que es la mujer uno de los seres que tengan mayor interes en la buena organización i el mejoramiento de las sociedades humanas? ¿quién sino el débil, quién sino la mujer, [...] que depende mas que el hombre de la protección social, puede tener un interés mas supremo en que el amparo que las instituciones i los majistrados deben dispensar a la razón i a la justicia i a la debilidad, no sea una vana palabra i adquiera cada día mayor eficacia i protección? Si el órden político puede perjudicarlas como a cualquier hombre, ¿con qué derecho les cerrais las puertas de la legalidad para que se defiendan i procuren su remedio en el mismo terreno político en que son dañadas? A la mujer le imponéis contribuciones: la mujer las paga; pero le prohibís mezclarse en la inversión del tributo que desembolsan. Tratándose de que tengan voz i voto para que vijilen los intereses sociales en que van envueltos los suyos, para que vijilen la conducta de los administradores que ellas pagan, ya su habilidad desaparece, ya su incapacidad es notoria” 
Cifuentes argumentaba que, para ejercer un cierto derecho, era preciso tener “inteligencia para conocer la verdad y el bien, tener voluntad para quererlos, libertad para ejecutarlos”. Luego preguntaba retóricamente 
“¿posee o no posee la mujer esas cualidades esenciales que constituyen la capacidad necesaria para la ejecucion de un acto, para el ejercicio de un derecho? ¿Les negareis que tienen intelijencia i voluntad para conocer i amar la verdad i el bien? ¿Les negareis que tienen alma creada como la del hombre a semejanza de Dios? Si en nombre de la religión i de la razón, si en nombre del cristianismo i de la filosofía proclamais la existencia del alma, en esta mitad del jénero humano: si en nombre de la razon i de la relijion la proclamais compañera i no esclava del hombre, ¿en virtud de qué principios las condenais eternamente al ostracismo de los negocios públicos, ni mas ni ménos que condenais a los seres irracionales? ¿Dónde está la lei natural que condena a la mujer al ostracismo perpétuo de los negocios públicos a que tiene condenada la lei humana? No existe; lo único que existe es la historia de los despojos del débil por el fuerte, de los derechos de la mujer por el hombre; historia vergonzosa de la humanidad, porque es la historia de los abusos”.
Sus arengas en favor de los derechos de las mujeres inspirarán a sus seguidoras, la mayoría mujeres de clase alta de profunda fe católica a exigir derechos y equidad ante la ley, en ese mismo año de 1865 se funda el primer periódico femenino del país, denominado "El eco" fundado por mujeres católicas ligadas al partido conservador, que recibió numerosos ataques de "El ferrocarril" el principal diario anticlerical de Chile.
En 1875 en la ciudad de San Felipe (ciudad natal de Cifuentes) se llevará a cabo la primera protesta en favor del voto femenino en el país, donde un grupo de mujeres, posiblemente ligadas al partido conservador ingresarán al local de votación y exigirán, sin éxito, emitir su voto, argumentado a que la constitución vigente en el país, de 1831, hablaba de "chilenos" y esto hacía referencia a ambos sexos, según las normas gramaticales de la lengua castellana.
Luis Undurraga, influenciado por el Club de Señoras, retomará las palabras de Abdón Cifuentes y en 1917 ingresará el primer proyecto de ley de modificación electoral que permitirá a las mujeres emitir su derecho a sufragio, el que permite a las mujeres votar actualmente en Chile.